# Májgyulladás
A májgyulladás vagy hepatitisz (hepatitis) a máj heveny vagy idült gyulladásos megbetegedése, melyet elsősorban különböző vírusfertőzések, de más károsító hatások is okozhatnak. Vezető klinikai tüneteikben sok a hasonlóság, jellemző a sárgaság (icterus), de kórokozóik és az okozott betegségek különböznek egymástól. 
A jelenleg ismert hepatitis vírusokat A-tól G-ig jelzik, és X-szel jelölik a még nem azonosított vírusokat. 
Mindezek mellett a májgyulladás mibenlétét nehéz pontosan meghatározni a májbetegségek gyulladásos komponenseket is mutató sokfélesége miatt. Ma már – különös tekintettel a máj sokrétű és anyagcserében betöltött központi szerepét tekintve – joggal ide sorolják a májsejteket ért bármiféle károsodással járó kórképeket, amelyek általában különböző súlyosságú hosszú távú következményekkel is járnak. (Nem véletlenül alakult ki a belgyógyászaton belül is a májbetegségekkel foglalkozó szakág, a hepatológia.) 
A korábbi leegyszerűsített megközelítés – az A, B és "nem A és nem B" hepatitis – nyilván nem tartható. Jelen szócikk viszont nem vállalkozhat a májgyulladások valamennyi formájának és aspektusának tárgyalására, így kénytelen a legalapvetőbbnek vélt kórképekre (alapjában az A és B típusra) összpontosítani, esetenként utalva más formákra is.
A vírushepatitisek a kórokozók fertőzési módjától függően két fő formában terjednek: a hepatitis A és E a tápcsatornán keresztül (például fertőzött élelmiszer), a hepatitis B, C, D és a többi vírus vérrel és testnedvekkel (ondó, hüvelyváladék, nyál).

## Kórisme (Diagnózis)
A májgyulladások diagnózisában a fizikális jelek mellett alapvető szerepe van a laboratóriumi vizsgálatoknak. Az epefesték és bizonyos vérbe jutott májenzimek szintjének mérése mellett a vírus típusa specifikus ellenanyagokkal azonosítható
A beteg székletéből az A vírus is izolálható, de ez költség-, munka- és időigényessége miatt nem rutineljárás.

## Tápcsatornán keresztül terjedő vírushepatitisek

### Hepatitis A

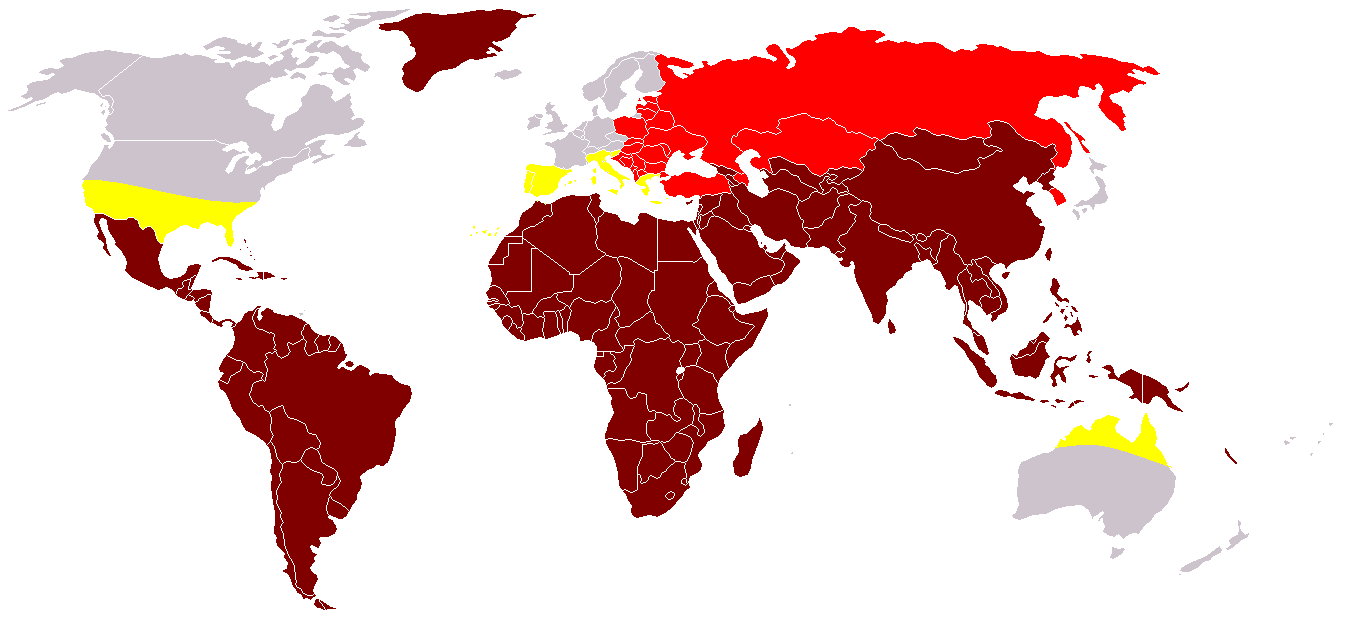
A Hepatitis A elterjedése a világban. Megbetegedési valószínűség: sötétvörös: magas; vörös:középmagas; sárga:közepes; szürke: alacsony

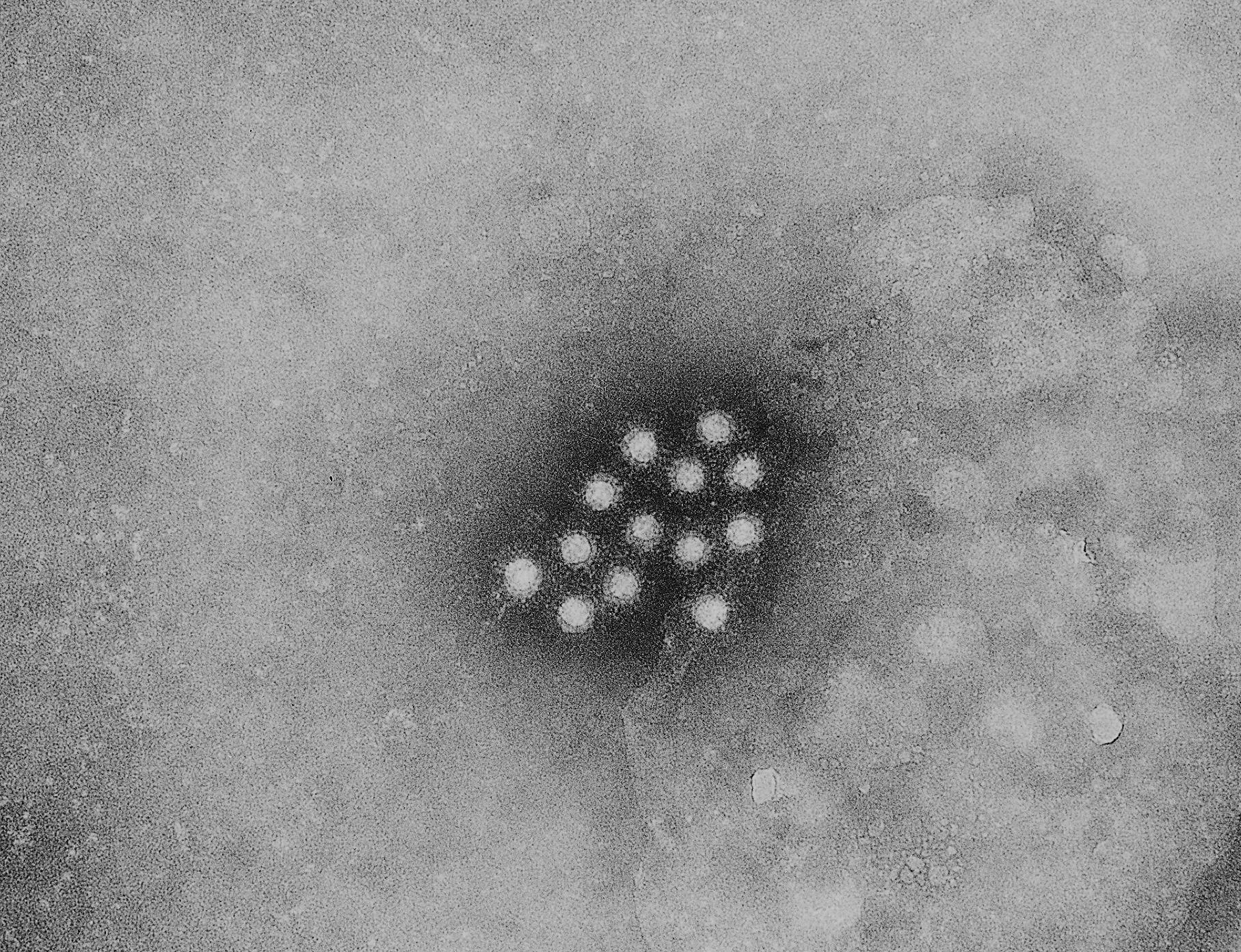
Hepatitis A vírus elektronmikroszkópos képe (negatív festés)

- Kórokozó: A Picornavírusok[7] családjának Hepatovirus nemzetségébe tartozó Hepatitis A vírus (HAV).

- Tünetek: Gyakran kevés tünettel jár, vagy teljesen tünetmentes, különösen a fiatalok körében.[8] A fertőződés és a tünetek megjelenése között eltelt idő – azoknál, akiknél ezek kialakulnak – két és hat hét közé tehető.[9] Amennyiben jelentkeznek tünetek, azok többnyire nyolc hétig fennállnak, és ezek között lehet: hányinger, hányás, hasmenés, sárgaság, láz és alhasi fájdalom.[8] Az emberek mintegy 10–15 százalékánál a tünetek ismételten jelentkeznek a fertőződést követő hat hónapon belül.[8] Akut májelégtelenség ritka esetben előfordulhat, főként az idősek körében.[8]

- Terjedése: Az A vírus a fertőzött széklettel terjed, amiben jelentős szerepet játszanak a legyek. A fertőzés forrása a beteg és a tünetmentes fertőzött személy. Lappangási ideje leggyakrabban 28-30 nap. A fertőzőképesség tartama a lappangási idő második felétől kezdődik, és a sárgaság megjelenése után néhány nappal megszűnik. A passzív immunizálás (gamma-globulin adása) mintegy 6 hónapos védelmet nyújt. A fertőzés többnyire étel vagy ital, illetve fertőzött széklettel szennyezett víz fogyasztása útján terjed.[8] A nem kellően átfőtt kagyló gyakori fertőzési forrás.[10] Terjedhet egy fertőzött személlyel való közeli érintkezés útján is.[8] Bár fertőzött gyermekeknél gyakran nem mutatkoznak tünetek, ekkor is képesek megfertőzni másokat.[8] Egyszeri fertőződést követően az illető személy az élete hátralévő részére immunissá válik.[11] A diagnózis felállításához vérvizsgálatra van szükség, mivel a tünetek hasonlóak számos más betegség tüneteihez.[8] A hepatitis A az öt ismert hepatitis vírus egyike. Ezek: A, B, C, D és E.

- Megelőzése: Általános higiénés rendszabályok, kézmosás, élelmezés- és vízhigiénés rendelkezések betartása és ellenőrzése. A fertőzéssel a hazainál erőteljesebben érintett országok látogatásakor – 3 hónapnál hosszabb kint tartózkodás esetén – aktív immunizálás javasolt hepatitis A (és B) elleni vakcinával. A hepatitis A védőoltás hatékony megelőzési módszer.[8][12] Van olyan ország, ahol javasolt a gyermekek és a korábban még nem oltott személyek rutin oltása, akiknél a kockázat magasabb.[8][13] Az eddigi megfigyelések szerint a védőoltás életre szóló védelmet nyújt.[8] További megelőzési módszerek közé tartozik a kézmosás és az ételek megfelelő főzése.[8] Konkrét kezelési módszer nincs, pihenés és – szükség esetén – hányinger és hasmenés csillapítására szolgáló gyógyszerek alkalmazása javasolt.[8] A fertőzések többnyire maradéktalanul elmúlnak, maradandó májbetegség nélkül.[8] Amennyiben akut májelégtelenség lép fel, ennek kezelése májátültetés.[8]

- Fertőzés esetén: Fertőzésveszély esetén csak forralt vizet fogyasszunk, ebben mossuk meg alaposan a zöldségeket és gyümölcsöket is, amelyeket ajánlott meghámozni. Fogmosáshoz is a forralt vizet használjuk. A fertőző beteg tisztálkodási eszközeit el kell különíteni. Különösen érdemes betartani ezeket az óvintézkedéseket a Földközi-tenger térségében, Ázsiában és Dél-Afrikában, ahol a higiéniás körülmények nem mindig megfelelőek.

### Hepatitis E
- Kórokozó: A hepatitis E vírus. A hepatitis A-hoz hasonló. A fertőzések jelentős része tünetmentes, de terhes nőknél súlyos, gyakran halálos megbetegedést okozhat.

- A fertőzés forrása: a beteg vagy a tünetmentes fertőzött személy, valamint valószínűleg különböző állatok (sertés, vaddisznó, rágcsálók és majmok). A fertőzött terhes nők a magzatot a méhlepényen keresztül fertőzhetik.

- Lappangási ideje: leggyakrabban 26-42 nap. Aktív védőoltás nem áll rendelkezésre.

## Vérrel és testnedvekkel terjedő vírushepatitisek

### Hepatitis B

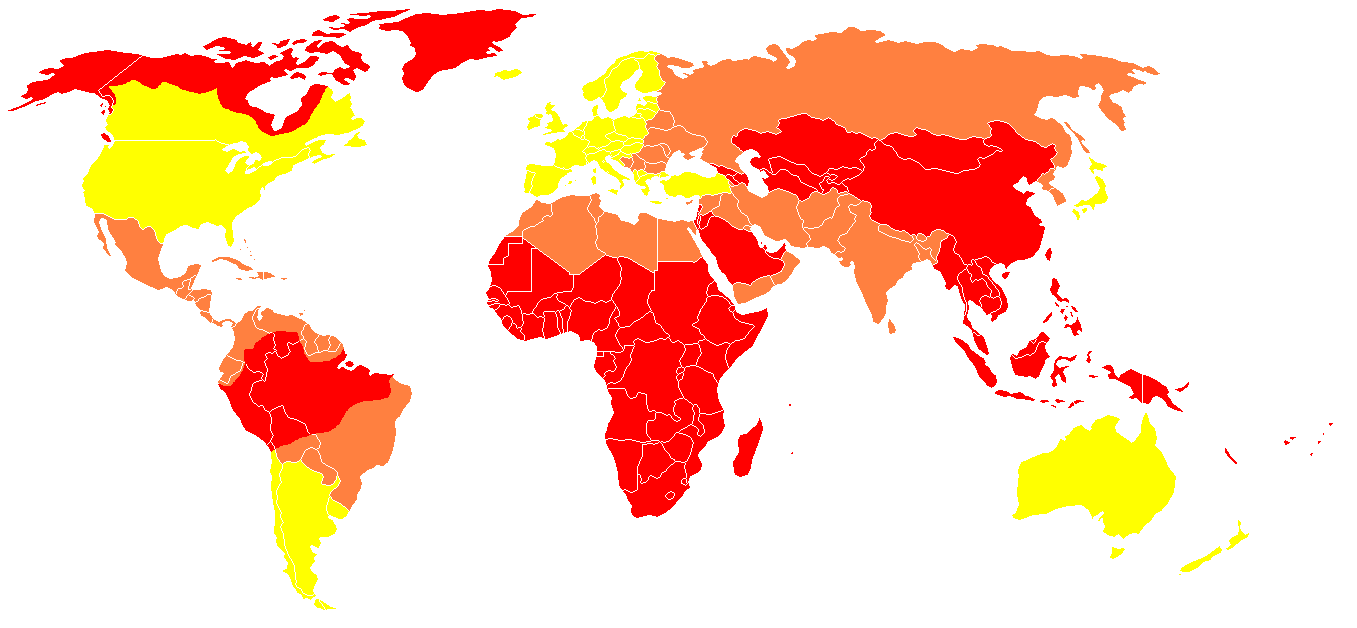
A Hepatitis B elterjedése és megbetegedési valószínűsége: vörös: magas; narancs: közepes; sárga: alacsony

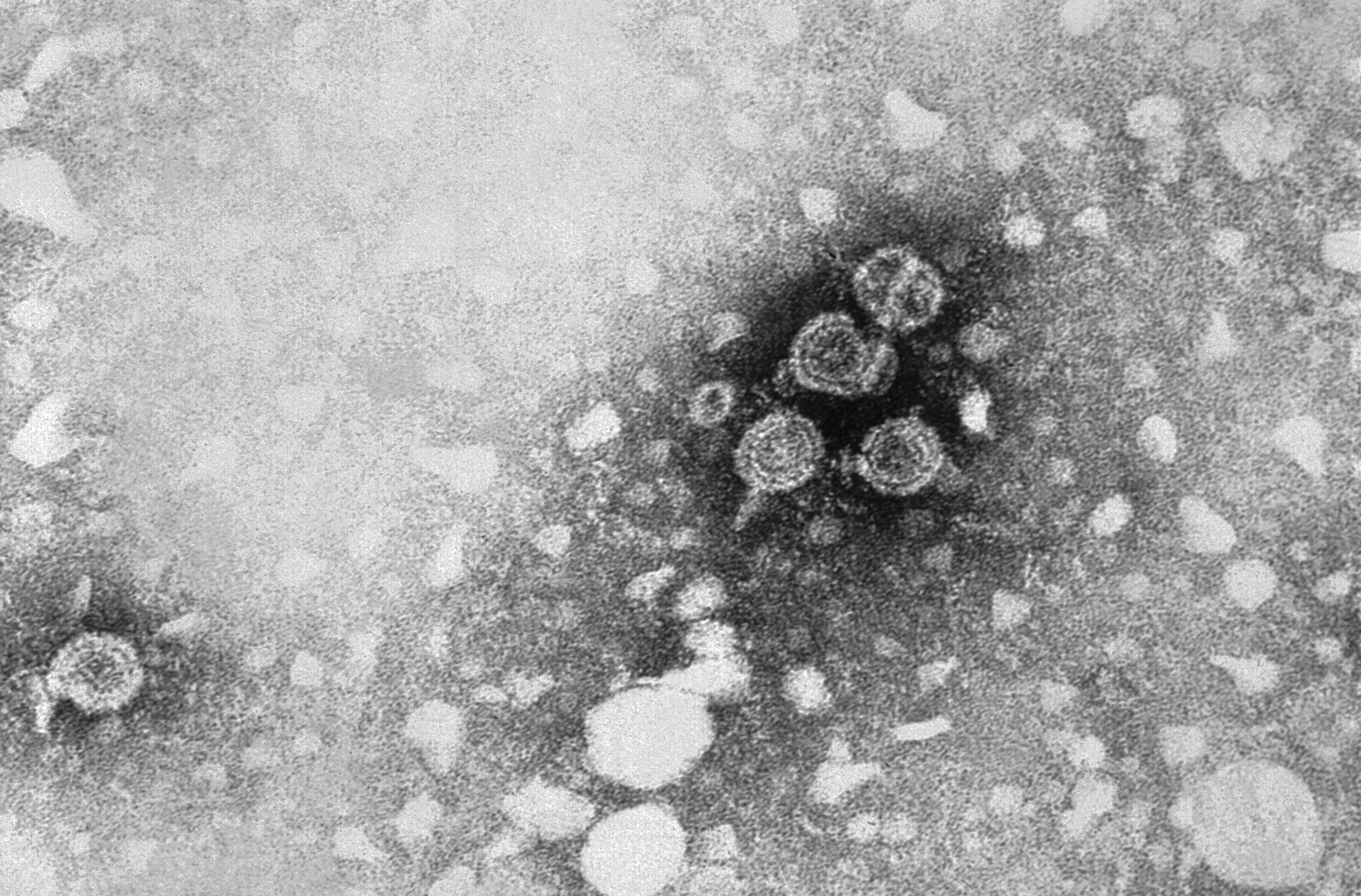
Hepatitis B vírus elektronmikroszkópos képe (negatív festés)

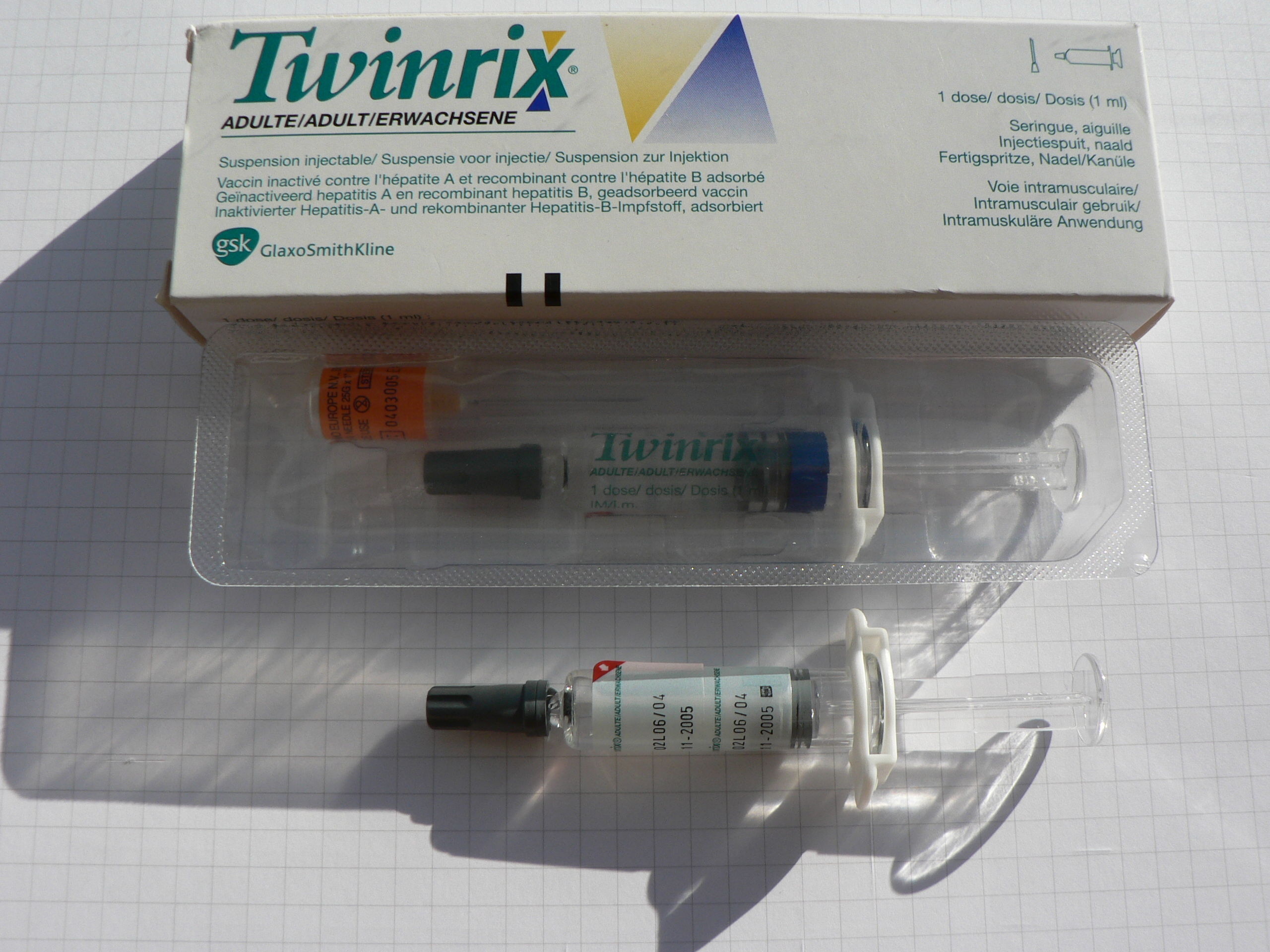
Hepatitis vakcina (Védőoltás)

A hepatitis B fertőzés világszerte elterjedt, jelenleg a becslések szerint több mint 2 milliárd ember fertőződött meg a vírussal a Föld teljes lakosságából. Ezekből mintegy 360 millió beteg krónikus hepatitis B fertőzésben szenved, amely komoly rizikófaktor: a krónikus hepatitis B talaján ugyanis májzsugor és májrák alakulhat ki. Évente körülbelül 500-700 ezer haláleset történik a hepatitis B vírusfertőzés következtében, holott ez a betegség védőoltással hatékonyan megelőzhető.
A hepatitis B kötelező védőoltás, 1999 óta minden 14 éves serdülő megkapja.

#### A hepatitis B-ről általában
A vírus igen magas fertőzőképességgel bír, vérrel és testnedvekkel terjed. Közvetítheti szexuális kapcsolat, vérátömlesztés, és apróbb sérülések során fertőzött olló és borotva, de meg lehet fertőződni piercing, tetoválás, pedikűr és manikűr közben is. Gyakran a fertőzött terhes kismama adja át gyermekének a kórokozót a szülés folyamán. A tünetek megjelenéséig átlagosan 75 nap telik el, de ez az idő akár 30-180 nap is lehet.

#### Védőoltás
Ma már aktív immunizálásra alkalmas, elölt kórokozókat tartalmazó védőoltások állnak rendelkezésre, amelyek beadásának részletesebb indikációiról az idézett irodalomból tájékozódhatunk A Hepatitis B elleni védőoltás annyiban talán még fontosabb, hogy ez a betegség az A-nál sokkal súlyosabb lefolyású, és gyakran vezet maradandó károsodásokhoz, vagy akár halálos kimenetelű is lehet. Míg a védőoltások alkalmazása a fejlett világban elterjedtnek mondható, a fejlődő világban sokkal kedvezőtlenebb a helyzet (anyagi, szervezési, általános egészségügyi okok miatt). Fejlődő országokba utazóknak ajánlatos a védőoltás mindkét vírustípus ellen.

#### Hepatitis B – Európa halálozást is okozó vezető fertőzése
Az Egészségügyi Világszervezet (WHO) adatai szerint több mint kétmilliárd olyan ember él a világon, aki megfertőződött hepatitis B-vel valamikor az élete során. Ebből 350 millió esetben krónikussá válik a betegség. Európa lakosságának 2-20%-a fertőződött már a vírussal, és mivel a fertőzés mintegy 10%-ban krónikussá válik, a B-vírus okozta krónikus hepatitis, májzsugorodás és májrák aránya Európában 0,2–2%. Az ázsiai, afrikai, dél-amerikai lakosság körében az előfordulás ennek tízszerese is lehet. A fertőzést annak ellenére nem sikerült eddig teljes mértékben eradikálni, hogy több uniós országban is kötelező a hepatitis B elleni védőoltás. Európában évente egymillió ember fertőződik meg újonnan a súlyos betegséggel és jelenleg mintegy 14 millió krónikus hepatitis B fertőzött él a régióban. A hepatitis B betegek tízszer annyian vannak, mint a HIV fertőzöttek, és kétszer annyian, mint a hepatitis C fertőzöttek. A legtöbb új fertőzést 100 000 lakosra számítva 2005-ben Izlandon regisztrálták, de az élbolyban található Bulgária, Törökország, Franciaország és Ausztria is.

#### Magyarországi helyzet
Egy olyan, sokszor krónikus és súlyos betegség, ami ellen a magyarok többsége beoltatlan még. Magyarországon is évente majdnem százan fertőződnek hepatitis B vírussal, és minden évben többen meg is halnak a betegség következtében. A hepatitis B ellen már 1999 óta kötelezően oltják a 14 éves fiatalokat, továbbá az egészségügyi dolgozókat évtizedek óta védőoltásban részesítik, de a lakosság többsége még oltatlan, azaz fogékony a hepatitis B vírusra. A hepatitis vírusok közül a hepatitis B jelenti a legnagyobb problémát a világon, hiszen a 10. vezető haláloknak számít. Mindenki az AIDS-től retteg, pedig a hepatitis B vírus 10-100-szor fertőzőbb, mint a HIV (az AIDS kórokozója). Magyarországon a hepatitis B vírus tízszer gyakrabban fordul elő, mint a HIV. A legnagyobb különbség a két betegség között ma az, hogy a hepatitis B vírus védőoltással megelőzhető (lenne).
A kötelező oltásnak köszönhetően száz alatti számra csökkent az évenkénti hepatitis B fertőződések száma Magyarországon.
A hepatitis B betegség megelőzésének fontosságát felismerve, itthon már 1999 óta kötelezően oltják hepatitis B ellen a 14 éves korosztályt. Emiatt a 14-24 évesek több mint 95%-ban védettek a kórokozó ellen, ugyanakkor a legnagyobb veszélynek kitett 25-50 év közötti lakosság többsége védtelen a veszélyes betegséggel szemben. Magyarországon 2007-ben több mint 300 heveny vírusos májgyulladást regisztráltak, amelyek közül – a 14 évesek kötelező oltásának köszönhetően – csak 81 volt hepatitis B vírussal fertőzött és ebből hárman vesztették életüket. A fertőzöttek 60%-a a 25-50 éves korosztályból került ki, 43%-uk Budapesten és környékén él. A vérátömlesztések során 1985 óta szűrik hepatitis B-re a vérkészítményeket, de korábban előfordulhattak fertőzések. A WHO szerint Magyarországon a megelőzhető halálokok között a májzsugor közvetlenül a szív- és érrendszeri megbetegedések után áll, 8%-os részesedéssel. Hazánkban évente 6-8000 ember hal meg májzsugorban, mely döntően a hepatitis fertőzések, valamint az alkoholos májkárosodás következménye (Magyar Májkutatási Társaság, 2006.).
A fertőzöttek többsége ugyanakkor panasz- és tünetmentes: csak laboratóriumi vizsgálatokkal tisztázható a vírushordozás Bennük lappangva súlyosbodhat a betegség, és előfordulhat, hogy csak a májrák kialakulása hívja fel a figyelmet a fertőzésre. Ugyanakkor ezen emberek többsége fertőzőképes ezen hosszú lappangás idején, azaz oltatlan embereknek átadhatják a kórokozó vírust.

#### Fontosabb tudnivalók a hepatitis B-ről
A hepatitis B egy olyan vírusos fertőző betegség, amely a májat támadja meg, és akut valamint krónikus betegséget is okozhat.
- Kórokozó: A Hepadnaviridae családba tartozó Hepatitis B vírus (HBV).

#### A vírus vérrel és testnedvekkel terjed
- - Körülbelül kétmilliárd olyan ember él a Földön, akiket már megfertőzött a hepatitis B vírus. Körülbelül 600 ezer ember hal meg évente az akut vagy krónikus hepatitis B következményeként
  - A gyermekkorban hepatitis B vírussal fertőzöttek 25%-a felnőttkorban krónikus hepatitis következményeként kialakuló májzsugorban vagy májrákban hal meg
  - A hepatitis B vírus fertőzőképessége 10x nagyobb, mint AIDS-et okozó HIV-é
  - A hepatitis B vírus fokozott munkaköri veszélyt jelent az egészségügyi dolgozók számára
  - A hepatitis B ellen már rendelkezésre áll biztonságos és hatásos oltóanyag. A vakcina 1982 óta elérhető, és 95%-ban hatásos a hepatitis B fertőzés ellen. Ez volt az első olyan oltóanyag, amellyel rákos megbetegedést lehetett megelőzni.

- A fertőzés forrása: az akut és a krónikus betegek, valamint a tünetmentes vírushordozók. Vérrel, szövetnedvekkel, váladékokkal (ondó, hüvelyváladék, nyál) terjed.
- Terjedési módok:
  - szexuális érintkezés,
  - vér, vérkészítmények,
  - vérrel, szövetnedvekkel, váladékokkal szennyezett orvosi eszközök, műszerek,
  - szervátültetés,
  - intravénás kábítószer-élvezők által közösen használt tű, fecskendő
  - sérült bőrrel, illetőleg nyálkahártyával történő érintkezés,
  - fertőzött anyáról újszülöttre.
- Lappangási idő: 45-180 nap, leggyakrabban 60-90 nap.
- Fertőzőképesség időtartama: a lappangási időben, rendszerint több héttel a tünetek megjelenése előtt kezdődik, és a heveny tünetek lezajlásáig tart. A tünetmentes hordozók és a krónikus betegek évekig, akár életük végéig fertőzőképesek lehetnek.

#### Tünetek
A hepatitis B vírus néhány héttel a fertőzés után alakítja ki tipikus tüneteit: sárga bőr és szemfehérje, sötét vizelet, erős fáradtság és levertség, hasüregi fájdalom, ízületi fájdalmak, étvágytalanság. A tünetek bizonyos esetekben akár hónapokig, vagy évekig is jelentkezhetnek. A hepatitis B fertőzés krónikussá is válhat bizonyos esetekben (a tapasztalatok szerint a betegek 10%-ánál), amely májzsugorhoz és májrákhoz vezethet.
A hepatitis B 100-szor fertőzőbb, mint a HIV (AIDS vírusa) és a hasonlóan veszélyes hepatitis C vírus.
A hepatitis B vírus igen fertőzőképes: elsősorban vérrel és különböző testnedvekkel terjed. Közvetítheti szexuális kapcsolat, vérátömlesztés, és apróbb sérülések, de lehet a betegség átvivője fertőzött olló és borotva, piercing, tetoválás, pedikűr és manikűr. Gyakran a fertőzött terhes kismama adja át gyermekének a kórokozót a szülés folyamán. A vírus veszélyeztetheti az utazókat, akik olyan országba utaznak, ahol nagyon magas arányban fordulnak elő vírushordozók, a szabadabb szexuális életet élőket, a hepatitis B betegek családtagjait és azokat, akik közeli kontaktusba kerülnek a betegekkel, injekciós drog használókat, egészségügyi dolgozókat, veszélyes munkát végzőket (rendőrök, tűzoltók, katonák stb.).
Gyermekkorban a fertőzöttek 90%-ában idült májgyulladás alakul ki, azaz semmilyen panasz/tünet nem észlelhető a heveny szakban, és a betegség csak évek, illetve évtizedek múlva derül ki. Felnőttekben gyakoribb a heveny májgyulladás, mely a fertőződés bekövetkeztétől számítva átlagosan 75 nap múlva jelenik meg, de ez az idő akár 30-180 nap is lehet.
A heveny májgyulladás tipikus tünetei: a bőr és szemfehérje sárgás elszíneződése, sötét vizelet, fáradtság és levertség, hasi panaszok. A tünetek bizonyos esetekben akár hónapokig, vagy évekig is fennmaradhatnak. Szerencsére ritkán, de főleg eddig egészséges fiatal felnőtteknél a B-hepatitis heveny májelégtelenséget okozhat, ami 90%-ban halálos kimenetelű. Hangsúlyoznunk kell azonban, hogy ezen klasszikus tünetek a fertőzöttek többségében hiányoznak.
A hepatitis B fertőzés krónikus formájában hosszú évtizedek lappangó lefolyása során májzsugorhoz, valamint májrákhoz vezethet.
A krónikus hepatitis esetében a felismerés a legfontosabb, mivel a kezelésre számos módszer áll ma rendelkezésre. Ugyanakkor azt is hangsúlyoznunk kell, hogy az esetek nagyobb részében élethosszig tartó gyógyszeres kezelés szükséges, mely nyilvánvalóan nem a legjobb megoldás. A legjobb megoldás ennél a betegségnél is a megelőzés.

#### A krónikus hepatitis B rizikócsoportjai
A hepatitis B fertőzött gyermekek különösen veszélyeztetett csoportnak számítanak. Azoknál a gyermekeknél, akik egyéves koruk előtt fertőződnek a vírussal, 90%-ban krónikussá válik a fertőzés. Az egy és négyéves korosztály esetében ugyanez az arányszám 30-50% között mozog, míg az ennél idősebb fertőzött gyermekek egynegyede számolhat krónikus hepatitis B betegséggel. A felnőttek 90%-a azonban sikeresen átvészeli a hepatitis B fertőzést, körülbelül a betegek 10 százalékánál alakul ki krónikus betegség.

#### Hol a legelterjedtebb a hepatitis B vírus?
A hepatitis B endemikus Kínában és Ázsia más országaiban is. Az emberek többsége itt már gyermekkorában elkapja a betegséget, az ázsiai országok populációjának 8-10%-a krónikus hepatitis B beteg. Ebben a régióban a krónikus fertőzés következtében kialakuló májrák és májzsugor a harmadik vezető halálok a férfiak körében, és első a nők körében. Hasonlóan elterjedt a vírus az Amazonas és Kelet-Európa bizonyos országaiban is, illetve magas a fertőzöttségi szint a Közel-Keleten és Indiában. Nyugat-Európában és Észak-Amerikában a népesség kevesebb mint egy százalékát érinti a hepatitis B fertőzés, ugyanakkor a növekvő migráció miatt egyre több fertőzött menekült hozza be a hepatitis B-t ezekbe az országokba is.

#### Megelőzés
A fertőzés legbiztosabb megelőzése a hepatitis B elleni oltóanyag. A hepatitis B elleni vakcinából két adag szükséges ahhoz, hogy több évtizedre szóló védettség alakuljon ki.
Különösen fontos a véradók, vérkészítmények, sejt-, szövet-, szervdonorok, terhes nők szűrővizsgálata, a kórházhigiénés rendszabályok szigorú betartása és ellenőrzése, az egészségügyi dolgozók oktatása. Javasolt a hepatitis B elleni védőoltás (aktív immunizálás) egészségügyi dolgozók, művesekezelésben részesülő betegek, vérzékenyek, és szexuális magatartásuk miatt fokozott fertőzési veszélynek kitett személyek, intravénás kábítószer-élvezők számára, továbbá azon külföldi országokba utazóknak, ahol a hepatitis B előfordulása jelentős.

#### A kötelező oltásnak köszönhetően száz alatti számra csökkent az évenkénti hepatitis B fertőződések száma Magyarországon.
A hepatitis B betegség megelőzésének fontosságát felismerve, itthon már 1999 óta kötelezően oltják hepatitis B ellen a 14 éves korosztályt. Emiatt a 14-24 évesek több, mint 95%-ban védettek a kórokozó ellen, ugyanakkor a legnagyobb veszélynek kitett 25-50 év közötti lakosság többsége védtelen a veszélyes betegséggel szemben. Magyarországon 2007-ben több mint 300 heveny vírusos májgyulladást regisztráltak, amelyek közül – a 14 évesek kötelező oltásának köszönhetően – csak 81 volt hepatitis B vírussal fertőzött és ebből hárman vesztették életüket. A fertőzöttek 60%-a a 25-50 éves korosztályból került ki, 43%-uk Budapesten és környékén él. A vérátömlesztések során 1985 óta szűrik hepatitis B-re a vérkészítményeket, de korábban előfordulhattak fertőzések. A WHO szerint Magyarországon a megelőzhető halálokok között a májzsugor közvetlenül a szív- és érrendszeri megbetegedések után áll, 8%-os részesedéssel. Hazánkban évente 6-8000 ember hal meg májzsugorban, mely döntően a hepatitis fertőzések valamint az alkoholos májkárosodás következménye (Magyar Májkutatási Társaság, 2006.).
A fertőzöttek többsége ugyanakkor panasz és tünetmentes: csak laboratóriumi vizsgálatokkal tisztázható a vírushordozás. Bennük lappangva súlyosbodhat a betegség, és előfordulhat, hogy csak a májrák kialakulása hívja fel a figyelmet a fertőzésre. Ugyanakkor ezen emberek többsége fertőzőképes ezen hosszú lappangás idején, azaz oltatlan embereknek átadhatják a kórokozó vírust.

#### A védőoltás mindenkinek ajánlott
Az Egészségügyi Világszervezet programja célként tűzte ki, hogy 2010-re a világ legtöbb országában a nemzeti védőoltási rend része legyen a hepatitis B elleni védőoltás, amely az egyetlen biztonságos módja a betegség elleni védekezésnek. A hepatitis B elleni vakcina az egyik legrégebben (1982) kifejlesztett oltóanyag. Az oltás a vírusnak csupán egyetlen fehérjéjét tartalmazza (a vírus örökítő anyagát nem), így a védőoltások között is a legbiztonságosabbak közé sorolható. Mellékhatásai enyhék (főként helyi fájdalom és bőrpír az oltás körül), de ez is csak nagyon ritkán alakul ki. A későbbiekben ennek megfelelően az oltás következtében csupán ezen egyetlen fehérje ellen alakulnak ki ellenanyagok – amely valószínűleg életünk végéig védelmet nyújt (ha a 3 oltást szabályszerűen megkaptuk).
Ez volt az első olyan oltóanyag, amellyel rákos megbetegedést lehetett megelőzni. A hepatitis B elleni védőoltás kortól és nemtől függetlenül mindenkinek ajánlott, aki még nem vette fel a teljes oltási sort. Mivel Magyarországon a fiatal felnőtt lakosság (25-50 éves korosztály) többsége mind a hepatitis A, mind a hepatitis B vírusra fogékony, és mivel mindkét betegség ezen korosztályban súlyos megbetegedést, sőt halálos kimenetelt is okozhat, ezért leginkább azt ajánlhatjuk, hogy minden ember ebben a korosztályban oltassa be magát a májgyulladások ellen. Magyarországon jelenleg ingyenes a vakcina a B-vírushordozó anyák újszülöttjeinek, a 14 éves korosztálynak, a krónikus B-hepatitis fertőzésben szenvedők családtagjainak és az egészségügyi dolgozóknak. A védőoltásokat a háziorvos is beadhatja, de természetesen az ÁNTSZ, illetve az oltóközpontok szakemberei is segítséget nyújthatnak. Bizonyos esetekben elvégezhető olyan vizsgálat, mely a korábbi fertőzéseket (védettséget), illetve az oltások következtében kialakuló védettségi szintet kimutatják. Ezeket a vizsgálatokat hepatológus, illetve infektológus szakemberek javasolhatják.

#### A legveszélyeztetettebb csoportok
- szabados szexuális életet élők;
- Hepatitis B betegek partnerei és családtagjai, közös háztartásban élők;
- droghasználók;
- a vérrel és vértermékekkel dolgozók, valamint az egészségügyi dolgozók;
- transzplantációban résztvevők;
- utazók

#### Évente 4 millió ember válik tartósan hepatitis B fertőzötté
Az Egészségügyi Világszervezet (WHO) adatai szerint több mint kétmilliárd olyan ember él a világon, aki megfertőződött hepatitis B-vel valamikor az élete során. Ebből 350 millió betegnél sajnos krónikussá válik a betegség, amely májrákhoz is vezethet. Évente 4 millió ember válik tartósan hepatitis B fertőzötté, 25%-uk sajnos meghal a májgyulladás és a kialakuló májrák következtében. A hepatitis B szexuális úton, sérülésekkel, fertőzött vérkészítményekkel terjed, de olykor nyál és izzadság útján is bekerülhet a kórokozó a szervezetbe. A vírust közvetítheti fertőzött tű, akupunktúrás eszköz, pedikűrszerszám, olló és kés. A betegség Magyarországon egyelőre csak 100 000 embert érint, ugyanakkor az egészségügyi dolgozók, tűzoltók és rendőrök munkakörülményeikből adódóan jobban ki vannak téve a fertőzésnek. A másik komoly rizikócsoportot az utazók adják, akik olyan területekre látogatnak el, ahol a hepatitis B-vel fertőzöttek száma igen magas (néhány mediterrán ország, Horvátország, Szerbia, Szlovénia – a háború miatt, Törökország, afrikai mediterrán országok – a szűrés és a kötelező oltások hiánya miatt, afrikai és ázsiai országok, Kína – általánosan 70-90 százaléka a lakosságnak már átesett a hepatitis B fertőzésen). A hepatitis B fertőzést nemcsak szexuális úton, hanem a fejlődő országok többségében akár egy orvosi beavatkozás, egy véletlen baleset, vagy egyszerű hennafestés alkalmával is el lehet kapni. A fertőzés megelőzése érdekében kerülni kell a szexuális kalandokat, a tetováló, hennázó, pedikűr és manikűr szalonokat, különösen külföldön. Leghatékonyabb megelőzés a védőoltás, hiszen három védőoltásból álló oltási sorozat életre szóló védettséget nyújt a veszélyes fertőzés ellen.

### Hepatitis C

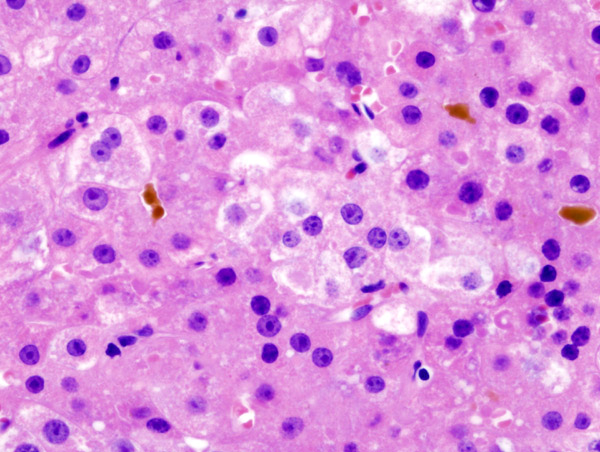
Hepatitis C okozta hepatocelluláris karcinóma

- Kórokozó: A hepatitis C Flaviviridae család tagja 1989-ben felfedezett kórokozója (a HCV) vérrel terjedő RNS vírus. Genetikai anyagának folyton változó szakasza miatt nem lehet védőoltást kifejleszteni ellene; megelőzésként csak a szűrővizsgálat marad.

- Tünetei: A hepatitis C vírus nemcsak a májat támadja meg; ízületi- és bőrpanaszokat, izom- és vesegyulladást is okozhat. A fertőzöttek 25%-a 3-4 hónapon belül magától meggyógyul, vírusmentes lesz. A maradék 75% viszont fertőzött marad és alattomos, krónikus májbetegség alakul ki náluk. A betegség többnyire enyhe lefolyású, sárgaság csak az esetek kis hányadában jelentkezik. A fertőzöttek 75-90%-ában tünetmentes vagy tünetszegény vírushordozás alakul ki. Gyakori a betegség krónikussá válása és ez májzsugorodáshoz (cirrózis) vezethet.

- Fertőzés forrása: a vírushordozó és a beteg ember.

- Terjedése: fertőzött vérrel, szövetnedvekkel. A fertőzött anyáról a csecsemőre történő terjedés 6-10%-os valószínűséggel fordulhat elő. A szexuális úton történő fertőzés ritka.

- Lappangási idő: 14 – 180 nap, leggyakrabban 6-9 hét. Megelőzése csak elővigyázatossággal lehet, nincs ellene védőoltás.

- Szűrés, diagnózis: Egyszerű vérvétellel a májfunkciót ellenőrző adatokból, illetve ezek egymás utáni, többszöri a normálistól való eltéréséből lehet következtetni májgyulladásra. Gyanú esetén speciális szűrővizsgálattal egyértelműen ki lehet mutatni.

A hepatitis C-vírussal mintegy 170 millió ember fertőzött világszerte.
Magyarországon 1992 óta szűrik a vérkészítményeket hepatitis-C vírusra, de aki azelőtt kapott vérátömlesztést, megfertőződhetett.

### Hepatitis D
A vírus csak a hepatitis B jelenlétében szaporodik, a betegség csak egyidejű fertőzés esetén. Más néven Delta-vírus. A véráram útján terjed a vírus, főleg a trópusi területeken. A fejlett országokban a kábítószer-élvezők, a vérzékenységben szenvedők és a vércserén átesettek között fordul elő. Mivel a Delta-vírus okozta betegség a hepatitis B replikációjához kötött, a kezelés a profilaxis megegyezik a hepatitis B-jével. A krónikus Delta- hepatitis interferon igen nagy adagjaira is csak részlegesen reagál.

### Hepatitis G
A vírust 1996-ban fedezték fel.
A hepatitis G-vírust különböző májbetegségekben és egészséges véradókban is megtalálták. A Flaviviridae családba tartozó RNS-vírus, melynek klinikai jelentősége még nem tisztázott. Gyakran társul B- és C-vírusfertőzéshez; ennek klinikai képét, kórlefolyását azonban nem módosítja.

## Más vírusok által okozott hepatitis
Fontos kiemelni, hogy hepatitist nem kizárólag a hepatitisvírusok okozhatnak, hanem más vírusok is, pl. a herpeszvírusok közül az alábbiak: Epstein–Barr-vírus (EBV), citomegalovírus (CMV), illetve a bárányhimlő kórokozója, a varicella-zoster vírus (VZV). A herpeszvírusokat a DNS-vírusok közé sorolják.
A RNS-vírusok között is vannak olyanok, amelyek hepatitist okozhatnak (a fent ismertetett hepatitisvírusokon kívül). Ilyen például a Flaviviridae családba tartozó sárgaláz vírusa.

## A hepatitis világnapja
A hepatitis világnapját július 28-án tartják az Egészségügyi Világszervezet (WHO) kezdeményezésére. Ez a világnap emléket állít Baruch Blumberg Nobel-díjas amerikai orvosnak, aki 1925-ben ezen a napon született és ő volt a hepatitis B vírus felfedezője.